# Spodoptera praefica
Spodoptera praefica là một loài bướm đêm thuộc họ Noctuidae. Nó được tìm thấy ở British Columbia tới California, phía đông đến Utah, phía bắc đến Alberta.
Sải cánh dài 35–40 mm. Con trưởng thành bay từ tháng 3 đến tháng 4 và từ tháng 8 đến tháng 9.
Ấu trùng ăn lá của nhiều loại thực vật thân thảo bao gồm agricultural crops such as alfalfa, potato, rice, sugar beet và sweet potato.